# Roeperocharis maleveziana
Roeperocharis maleveziana är en orkidéart som beskrevs av Daniel Geerinck. Roeperocharis maleveziana ingår i släktet Roeperocharis och familjen orkidéer.
Artens utbredningsområde är Kongo-Kinshasa. Inga underarter finns listade i Catalogue of Life.